# Erich Lessing
Erich Lessing (Beč, 13. srpnja 1923. – Beč, 29. kolovoza 2018.) – austrijski fotograf, jedan od članova udruženja Magnum Photos.

## Biografija
Erick Lessing je rođen u Beču, u obitelji stomatologa i koncertne pijanistice. Nije uspio završiti školu zbog Hitlerove okupacije Austrije 1939., te je morao emigrirati u Izrael. Njegova majka je ostala u Beču i preminula u Auschwitzu. Radio je u kibucu, a zatim je obrazovanje nastavio na tehničkom koledžu u Haifi. Nakon odsluženja vojnog roka zarađivao je za život kao taksist i bavio se uzgojem šarana.
Tijekom Drugog svjetskog rata služio je u britanskoj vojsci kao pilot i fotograf. U Beč se vratio 1947., te je radio kao reporter i fotograf za agenciju Associated Press, gdje ga je David Seymour pozvao da se pridruži Magnum Photosu. Postao je punopravni član udruženja 1955. Lessing je pokrivao političke događaje u Južnoj Africi i Europi i izvještavao o počecima komunizma u Istočnoj Europi za časopise Life, Epoca, Picture Post, Quick Magazine i Paris Match. Poznat je po izvještavanju o mađarskoj revoluciji, samitima i posjeti predsjednika Charlesa de Gaullea Alžiru.
Lessing se kasnije razočarao u novinskoj fotografiji, te se sredinom 1950-ih okrenuo umjetnosti, znanosti i povijesti. Specijalizirao se za fotografiju u boji velikog formata, objavio je više od šezdeset knjiga i afirmirao se kao fotograf kulture (npr. knjige o povijesti Austrije, Odisejevim putovanjima, Starom zavjetu, talijanskoj renesansi, povijesti Niskih Zemalja, putovanjima Svetog Pavla, grčkoj mitologiji, umjetnosti i religiji u drevnom Egiptu, povijesti Francuske, i dr.)
Lessing je podučavao fotografiju u Arlesu, na Venecijanskom bijenalu, u Ahmedabadu kao stručnjak UNIDO-a, na salcburškoj ljetnoj akademiji i na Akademiji primijenjenih umjetnosti u Beču, te je osvojio brojne nagrade. Član je UNESCO-ovog međunarodnog povjerenstva za muzeje i informacijskog ogranka CIDOC-a.
Godine 1996. utemeljen je Foto arhiv Lessing, a 2012. u Beču je otvorena nova fotografska galerija koja je uključivala izložbe i stare reprodukcije.
Gledao sam na svoj posao kao na dostavu dokumentacije. Ja doista nisam pripovjedač na način na koji je to romanopisac. Reportaža nije bila sofisticirana stvar kao što je to danas. 

## Knjige
- Revolution in Hungary, The 1956 Budapest Uprising, Thames & Hudson, 2006., ISBN 978-0-500-51326-2
- Crawford, A., Arresting Time: Erich Lessing, Reportage Photography, 1948-1973, Quantuck Lane, 2005., ISBN 978-1-59372-020-9
- Pompeii, Vilo International, 1996., ISBN 978-2-87939-007-9
- Femmes mythologies, France: Imprimerie Nationale, 1994., ISBN 978-2-11-081187-5
- The Bible: History and Culture of a People. A Pictorial narration, Herder and Herder, 1970., ISBN 978-0-333-12102-3
- The Adventures of Ulysses: Homer's Epic in Pictures, Dodd Mead, 1970., ISBN 978-0-396-06251-6
- Lessing, E., Bednarik,K., Discoverers of Space, Search Press Ltd, 1969., ISBN 978-0855321925

## Nagrade
- 1956. – nagrada American Art Editors za rad tijekom mađarske revolucije
- 1966. – Prix Nadar za knjigu Odyssee
- 1970. – nagrada Austrian Karl Renner za izvanredna kulturna postignuća
- 1973. – počasna titula profesora koju mu je dodijelio grad Beč
- 1976. – nagrada za kulturu grada Beča
- 1992. – srebrna medalja grada Beča za izvanredne doprinose gradu
- 1992. – medalja Imre Nagy koju mu je dodijelio mađarski predsjednik zbog rada tijekom mađarske revolucije
- 1997. – zlatna medalja koju mu je dodijelio guverner Štajerske
- 1997. – državna nagrada Austrije za životno djelo
- 2013. – Križ časti za znanost i umjetnost I. klase Republike Austrije